# يوسف العاني
يوسف العاني  (1 يوليو 1927- 10 اكتوبر 2016)، وهو ممثل ومخرج وفنان عراقي مشهور من مواليد بغداد. ولقد نشأ في محلة بغدادية شعبية قديمة تعرف بـمحلة (سوق حمادة) تقع وسط بغداد ويبدو أنه قد أخذ الكثير من أصول وركائز وأشكال كتاباته المسرحية من اجواء وملاذات محلته تلك. وتوفي في إحدى مستشفيات الأردن في تاريخ 10 تشرين الأول 2016.

## حياته
- ولد في بغداد في عام 1927.[2]
- تخرج في كلية الحقوق سنة 1944، وعمل بالمحاماة فور تخرجه.
- عمل مدرسا معيدا في كلية التجارة والاقتصاد بعد تخرجه من جامعة بغداد عامي 1950-1951م، للاشراف على النشاط الفني في الكلية.
- أسس فرقة الفن الحديث مع الفنان الراحل إبراهيم جلال وعدد من الفنانين الشباب 1952

### مناصبه
- ملحق صحفي في سفارة العراق بالرباط عام 1959.[2]
- وكيل مديرية الإرشاد والصحافة العامة.
- مدير مصلحة السينما والمسرح العام، سنة 1960.[2]

## مساهمات فرقة الفن الحديث في المسرح العراقي
- - الشريعة والخرابة
  - اني امك يا شاكر
  - الخرابة والرهن
  - نفوس
  - خيط البريسم
  - المفتاح
- مارس كتابة النقد الفني في عدة صحف منها الاهالي والشعب والاخبار
- كتب أكثر من خمسين مسرحية طويلة أو من فصل واحد من ابرزها:
  - (القمرجية) أول مسرحية للعاني من فصل واحد
  - (مع الحشاشة)
  - (طبيب يداوي الناس) عام 1948 وهو مايزال طالبا في كلية الحقوق - جامعة بغداد.
  - (في مكتب محامي)
  - (محمي نايلون)
  - (محامي زهكان) 1949
  - (جبر الخواطر قيس) 1950 هذه المسرحية كتبها العاني وهو طالب في الجامعة

بعد تخرجه من كلية الحقوق - جامعة بغداد كتب العاني عدة مسرحيات ومنها:
- - (راس الشليلة) - 1950
  - مجنون يتحدى القدر موندراما 1951 واعتبرت هذه المسرحية أول موندراما في العراق
  - مسرحية تؤمر بيك 1952
  - مسرحية موخوش عيشة1952
  - مسرحية لو بسراجين لو بظلمة 1954
  - حرمل وحبة سودة 1954
  - فلوس الدوة 1955
  - -اكبادنا 1955
  - مسرحية ست دراهم 1955
  - مسرحية على حساب من؟ التي نشرت في مجلة السينما 1957 ثم قدمت في التلفاز 1960،
  - مسرحية جحا والحمامة عام 1957، وهي من نوع البانتومايم وقدمت على مسرح ستانسلافسكي في مدينة موسكو، ضمن مهرجان الشبيبة في الاتحاد السوفيتي السابق عام 1957.
  - مسرحية (تتزهن) 1959
  - (عمر جديد) 1959
  - مسرحية جميل التي قدمت في التلفاز باسم (اليطه) 1962 واخرجها خليل شوقي ثم اعيد تقديمها في عام 1968 في التلفاز واخرجها كارلوهارتيون.
  - مسرحية (اني امك ياشاكر) -1958 وقدمت من على شاشة التلفاز وهي من الأعمال الفنية الجيدة.

## مسرحيات من كتابته وتأليفه
- - المصيدة
  - الشريعة والخرابة
  - اهلا بالحياة
  - صورة جديدة
  - نجمة وزعفران

## اعد المسرحيات
- - شلون ولويش والمن- 1972
  - حرم صاحب المعالي السعادة لبرين سلاف نوشيتس وهي من الأعمال التي لاتبارح الذاكرة..

## مثل العاني في مسرحيات أخرى لم يكتبها مثل
- - مسمار جحا - 1952
  - تموز يقرع تاناقوس - 1968
  - النخلة والجيران - 1968
  - ولاية وبعير - 1971
  - البيك والسائق 1974 وعرضت في مصر وحققت نجاحا كبير
  - بغداد الازل بين الجد والهزل - 1975
  - القربان - 1975
  - مجالس التراث - 1980
  - الليلة البغدادية مع الملا عبود الكرخي-1983
  - الإنسان الطيب 1985 إخراج د.عوني كروني
  - الباب القديم
  - عمارة أبو سعيد.

## اسهامات يوسف العاني فيالسينما العراقية
- - فيلم سعيد أفندي - 1957 إخراج كاميران حسني.
  - كتب القصة والسيناريو والحوار لفيلم أبو هيلة 1962 إخراج محمد شكري جميل ويوسف جرجيس

الفيلم ماخوذ عن مسرحية للعاني باسم (تؤمر بيك)
- - كتب فيلم وداعا يا لبنان المنتج في 1966- 1967 - إخراج حكمت لبيب

وبطولة العاني مع منير معامري ومارلين شميدت
- - مثل في فلم المنعطف المأخوذ من رواية خمسة أصوات للكاتب غائب طعمة فرمان: مثل فيه شخصية الأديب حسين مردان وعرض الفيلم في سينما بابل في 7 نيسان 1975، وكان من إخراج جعفر علي.
  - شارك في فيلم المسألة الكبرى إخراج محمد شكري جميل وعرض في عام 1983 بصالة سينما بابل واسهمت

فيه كوادر فنية اجنبية في التمثيل والموسيقى والمونتاج ومن الفنانين العراقيون غازي التكريتي، وسامي قفطان وفاطمة الربيعي وقاسم الملاك وسامي عبد الحميد إلى جانب الفنان يوسف العاني، ويعتبر فلم المسألة الكبرى من ابرز الافلام العراقية الوطنية التي تناولت أحداث ثورة العشرين في العراق وعرض في العديد من المهرجانات العربية والعالمية.
- - اسهم العاني في فيلم اليوم السادس للمخرج يوسف شاهين، والمطربة داليدا في عام 1986.
  - شارك في فيلم بابل حبيبتي مع الفنان فيصل الياسري في عام 1987.
  - شارك في فيلم ليلة سفر إخراج بسام الوردي.

## الكتابة والتمثيل فيالتلفاز
- - برنامج شعبنا 1959 وبنات هلوكت
  - وواحد اثنين ثلاثة
  - ليطه وهي من إخراج الفنان القدير خليل شوقي
  - ناس من طرفنا
  - سطور على ورقة بيضاء إخراج الفنان العربي الراحل إبراهيم عبد الجليل
  - رائحة القهوة إخراج عماد عبد الهادي وقد فازت بجائزة مهرجان الكويت للتمثيلية التلفازية.
  - ثابت افندي الفائزة بجائزة أفضل سيناريو في مهرجان اتحاد الاذاعات العربية في تونس عام 1983
  - مثل في عبود يغني وعبود لايغني إخراج إبراهيم عبد الجليل
  - عزف على العود المنفرد إخراج الراحل رشيد شاكر ياسين
  - بطاقة يا نصيب
  - الربح والحب
  - يوميات محلة إخراج عمانوئيل رسام الشهير باحرفه الثلاثة (ع.ن.ر)

وتمثيلية (بلابل) إخراج د. حسن الجنابي الفائزة بعدة جوائز في مهرجان قرطاج للإذاعة والتلفزيون.
- - مسلسل الايام العصيبة -الهاجس لصلاح كرم
  - مسلسل هو والحقيبة إخراج رجاء كاظم
  - مسلسل الحضارة الإسلامية إخراج داود الانطاكي إنتاج أبوظبي
  - مسلسل الكتاب الأزرق لفيصل الياسري
  - مسلسل الانحراف إنتاج الكويت
  - مسلسل الجرح إخراج عماد عبد الهادي
  - مسلسل حكايات المدن الثلاث بجزئيه الأول والثاني
  - مسلسل بيتنا وبيوت الجيران إخراج فلاح زكي والذي اشتق منه سهرة رائحة القهوة
  - مسلسل وينك ياجسر إخراج فلاح زكي.
  - مسلسل صفقه ساخنه إخراج فلاح زكي.
  - اخر ظهور له كان في مسلسل تعليمي تربوي بعنوان احفاد نعمان إخراج د. طارق الجبوري.

## مؤلفات العاني الـمنشورة ما بين المسرح والسينما والذكريات
- - راس الشليلة1954
  - مسرحياتي الجزء الأول والثاني- 19601961
  - شعبنا 1961
  - بين المسرح والسينما 1967 إصدار القاهرة
  - افلام العالم من اجل السلام 1968
  - مسرحية الخرابة
  - هوليود بلا رتوش 1975
  - التجربة المسرحية معايشة وحكايات طباعة بيروت 1979
  - عشر مسرحيات ليوسف العاني- بيروت 1981
  - سيناريو لم اكتبه بعد 1987
  - المسرح بين الحديث والحدث 1990
  - شخوص في ذاكرتي 2002

## شارك في عدة مهرجانات عربية وعالمية
- - كرم في أيام قرطاج المسرحي كرائد مسرحي عربي وتم منحه بطاقة شرفية من اتحاد الممثلين المحترفين في تونس أيضا في عام 1987.
  - براءة تقدير من نقابة الفنانين السوريين 1979.
  - تقدير خاص من دائرة الإذاعة والتلفزيون في العراق لمناسبة مرور عشرين عاما على تاسيس التلفاز العراقي في عام 1976.
  - كرمته المؤسسة العامة للسينما والمسرح لمناسبة مرور عشر سنوات على تاسيس الفرقة القومية للتمثيل لجهوده المتميزة في تطويرها

ولقد اختير عضوا في لجان التحكيم في:
- - مهرجان قرطاج المسرحي - تونس 1985
  - المسرح التجريبي - القاهرة 1989
  - مهرجان القاهرة للإذاعة والتلفاز عام 2001
  - رئيسا لهيئة تحكيم الدراما في المهرجان العالمي للتفلزيون - بغداد 1988
  - رئيسا لهيئة تحكيم مهرجان التمثيلية التلفزيونية الأول - تونس 1981
  - عضو لجنة تحكيم مهرجان الشباب السينمائي دمشق 1972

## روابط خارجية
- يوسف العاني على موقع IMDb (الإنجليزية)
- يوسف العاني على موقع الموسوعة البريطانية (الإنجليزية)
- يوسف العاني على موقع قاعدة بيانات الأفلام العربية
- يوسف العاني على موقع قاعدة بيانات الفيلم (الإنجليزية)